# Варнеке, Лотар
Ло́тар Ва́рнеке (нем. Lothar Warneke; 15 сентября 1936, Лейпциг, Саксония, Германия — 5 июня 2005, Потсдам, Бранденбург, Германия) — немецкий режиссёр, сценарист, актёр и педагог.

## Биография
В 1954—1959 годах учился в Лейпцигском университете (теологический факультет). В 1960—1964 годах учился в Высшей школе кино и телевидения в Бабельсберге. С 1967 года — на киностудии «ДЕФА». Был ассистентом режиссёров Йоахима Кунерта, Эгона Гюнтера, Курта Метцига. В 1968 году дебютирует как кинорежиссёр. Преподавал в своей альма-матер.

## Избранная фильмография

### Режиссёр
- 1968 — Не со мной, мадам! / Mit mir nicht, Madam! (с Роландом Эме[нем.], в советском прокате «Мисс инкогнито»)
- 1970 — Доктор медицины Зоммер II / Dr. med. Sommer II
- 1972 — Это старая история / Es ist eine alte Geschichte
- 1974 — Жизнь с Уве / Leben mit Uwe
- 1976 — Неисправимая Барбара / Die unverbesserliche Barbara
- 1978 — Прощай, моя малышка / Addio, piccola mia
- 1980 — Наша короткая жизнь / Unser kurzes Leben
- 1981 — Беспокойство / Die Beunruhigung
- 1984 — Странная любовь / Eine sonderbare Liebe
- 1985 — Белокурое танго / Blonder Tango
- 1987 — Раздели бремя ближнего / Einer trage des anderen Last
- 1997 — 7-й год – Взгляд на состояние нации / Das 7. Jahr - Ansichten zur Lage der Nation (ТВ)

### Сценарист
- 1970 — Доктор медицины Зоммер II / Dr. med. Sommer II
- 1972 — Это старая история / Es ist eine alte Geschichte
- 1974 — Жизнь с Уве / Leben mit Uwe
- 1976 — Неисправимая Барбара / Die unverbesserliche Barbara
- 1978 — Прощай, моя малышка / Addio, piccola mia
- 1980 — Наша короткая жизнь / Unser kurzes Leben
- 1981 — Беспокойство / Die Beunruhigung
- 1984 — Странная любовь / Eine sonderbare Liebe
- 1985 — Белокурое танго / Blonder Tango
- 1987 — Раздели бремя ближнего / Einer trage des anderen Last

### Актёр
- 1965 — Когда ты вырастешь, дорогой Адам / Wenn du groß bist, lieber Adam
- 1968 — Не со мной, мадам! / Mit mir nicht, Madam! (в советском прокате «Мисс инкогнито»)
- 1970 — Доктор медицины Зоммер II / Dr. med. Sommer II
- 1973 — Вторая жизнь Фридриха Вильгельма Георга Платова / Das zweite Leben des Friedrich Wilhelm Georg Platow — сын Платова
- 1974 — Жизнь с Уве / Leben mit Uwe
- 1976 — Неисправимая Барбара / Die unverbesserliche Barbara
- 1979 — Соло Санни / Solo Sunny — Цапфер
- 1979 — Счастье на задворках / Glück im Hinterhaus — доктор Брух
- 1984 — Странная любовь / Eine sonderbare Liebe
- 1985 — Белокурое танго / Blonder Tango

## Награды
- 1971 — Премия имени Генриха Грайфа
- 1977 — Национальная премия ГДР
- 1977 — номинация на «Золотой приз» X Московского международного кинофестиваля («Неисправимая Барбара»)
- 1981 — номинация на «Золотой приз» XII Московского международного кинофестиваля («Наша короткая жизнь»)
- 1988 — номинация на  «Золотой Медведь» 38-го Берлинского международного кинофестиваля («Раздели бремя ближнего»)
- 1988 — приз газеты Berliner Morgenpost 38-го Берлинского международного кинофестиваля («Раздели бремя ближнего»)
- 1988 — премия «Интерфильма» - почетное упоминание 38-го Берлинского международного кинофестиваля («Раздели бремя ближнего»)